# Jackson Cates
Jackson Cates, född 28 september 1997, är en amerikansk professionell ishockeyforward som är kontrakterad till Philadelphia Flyers i National Hockey League (NHL) och spelar för Lehigh Valley Phantoms i American Hockey League (AHL).
Han har tidigare spelat för Minnesota Duluth Bulldogs i National Collegiate Athletic Association (NCAA) och Waterloo Black Hawks i United States Hockey League (USHL).
Cates blev aldrig NHL-draftad.
Han är äldre bror till Noah Cates, som själv spelar för Philadelphia Flyers.

## Statistik
| 2013–2014   | Stillwater Ponies         |             | 24  | 5  | 9  | 14 | 0  | 5  | 1 | 1 | 2 | 0 |
| 2014–2015   | Stillwater Ponies         |             | 25  | 23 | 18 | 41 | 12 | 3  | 1 | 1 | 2 | 0 |
|             | Team TDS Transportation   |             | 5   | 0  | 1  | 1  | 2  | —  | — | — | — | — |
|             | Team MAP South Hockey     |             | 3   | 0  | 0  | 0  | 2  | —  | — | — | — | — |
| 2015–2016   | Stillwater Ponies         |             | 25  | 20 | 33 | 53 | 19 | 6  | 7 | 1 | 8 | 0 |
|             | Team Northeast            |             | 19  | 4  | 9  | 13 | 12 | 3  | 1 | 3 | 4 | 0 |
| 2016–2017   | Waterloo Black Hawks      | USHL        | 56  | 11 | 10 | 21 | 8  | 8  | 2 | 1 | 3 | 0 |
| 2017–2018   | Waterloo Black Hawks      | USHL        | 57  | 33 | 30 | 63 | 18 | 8  | 2 | 2 | 4 | 2 |
| 2018–2019   | Minnesota Duluth Bulldogs | NCAA        | 39  | 8  | 6  | 14 | 14 | —  | — | — | — | — |
| 2019–2020   | Minnesota Duluth Bulldogs | NCAA        | 29  | 8  | 15 | 23 | 6  | —  | — | — | — | — |
| 2020–2021   | Philadelphia Flyers       | NHL         | 4   | 0  | 1  | 1  | 0  | —  | — | — | — | — |
|             | Minnesota Duluth Bulldogs | NCAA        | 28  | 11 | 16 | 27 | 4  | —  | — | — | — | — |
| 2021–2022   | Philadelphia Flyers       | NHL         | 11  | 1  | 0  | 1  | 0  | —  | — | — | — | — |
|             | Lehigh Valley Phantoms    | AHL         | 37  | 2  | 8  | 10 | 2  | —  | — | — | — | — |
| NHL totalt  | NHL totalt                | NHL totalt  | 15  | 1  | 1  | 2  | 0  | —  | — | — | — | — |
| NCAA totalt | NCAA totalt               | NCAA totalt | 96  | 27 | 37 | 64 | 24 | —  | — | — | — | — |
| USHL totalt | USHL totalt               | USHL totalt | 113 | 44 | 40 | 84 | 26 | 16 | 4 | 3 | 7 | 2 |